# Macrolister major
Macrolister major är en skalbaggsart som först beskrevs av Carl von Linné 1766.  Macrolister major ingår i släktet Macrolister, och familjen stumpbaggar. Arten har ej påträffats i Sverige.